# Sylwester Matczak
Sylwester Tomasz Matczak (ur. 4 grudnia 1937 w Kobylinie, zm. 21 lipca 2023 w Bydgoszczy) – polski profesor sztuk muzycznych,  dyrygent i organista.

## Życiorys
Syn Tomasza i Moniki. Był absolwentem Akademii Muzycznej we Wrocławiu, w 1975 r. obronił pracę doktorską. W 1994 r. uzyskał tytuł profesora sztuk muzycznych. Pracował na stanowisku profesora zwyczajnego w Instytucie Muzyki na Wydziale Edukacyjno-Filozoficznym Akademii Pomorskiej w Słupsku oraz w Instytucie Edukacji Muzycznej Uniwersytetu Kazimierza Wielkiego w Bydgoszczy, w którym pełnił funkcję dyrektora.

## Odznaczenia i wyróżnienia
- Złoty Medal „Zasłużony Kulturze Gloria Artis”[1]
- Złoty Krzyż Zasługi[1]
- Krzyż Komandorski z Gwiazdą Orderu Odrodzenia Polski[1]